# Zelândia (Países Baixos)

Bandeira da Zelândia

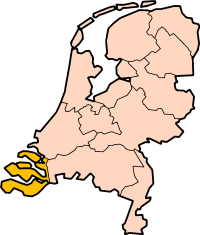
Localização da Zelândia nos Países Baixos

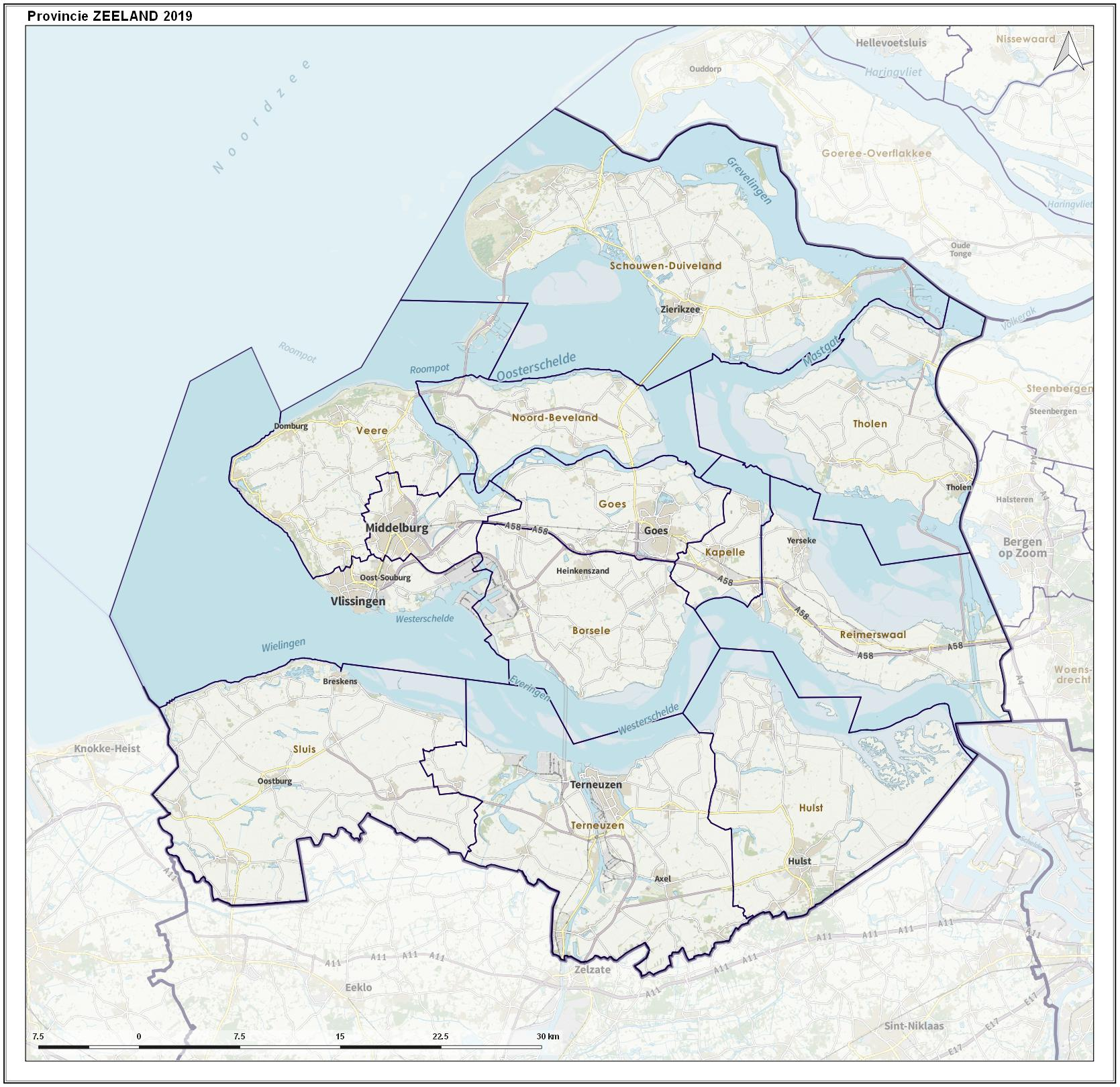
Zelândia

Zelândia (em neerlandês Zeeland) A província, localizada no sudoeste do país, faz fronteira com Brabante do Norte a leste, Holanda do Sul ao norte, bem como o país da Bélgica ao sul e oeste. Consiste em um número de ilhas e penínsulas (daí seu nome, que significa "terra do mar") e uma faixa que faz fronteira com as províncias flamengas da Flandres Oriental e Ocidental. Sua capital é Midelburgo, com uma população de 48 544 habitantes em novembro de 2019, embora o maior município da Zelândia seja Terneuzen (população 54 589). A Zelândia tem dois portos marítimos: Vlissingen e Terneuzen. Sua área é de 2 933 quilômetros quadrados (1 132 sq mi), dos quais 1 154 quilômetros quadrados (446 sq mi) é água; tinha uma população de cerca de 391 000 em janeiro de 2023.
Grandes partes da Zelândia estão abaixo do nível do mar. A última grande inundação da área foi em 1953. O turismo é uma atividade econômica importante. No verão, suas praias o tornam um destino popular para turistas, especialmente turistas alemães. Em algumas áreas, a população pode ser de duas a quatro vezes maior durante a alta temporada de verão. O brasão de armas da Zelândia mostra um leão semi-emergido da água, e o texto luctor et emergo (latim para "Eu luto e saio"). O país da Nova Zelândia recebeu o nome de Zeeland depois de ter sido avistado pelo explorador holandês Abel Tasman.

## História
A Zelândia foi uma área disputada entre os condes da Holanda e Flandres até 1299, quando o último conde da Holanda morreu. Os condes de Hainaut ganharam então o controle do Condado de Zeeland, seguidos pelos condes da Baviera, Borgonha e Habsburgo. Depois de 1585, a Zelândia seguiu, como uma das 7 províncias independentes, o destino da parte norte dos Países Baixos.
Em 1432 tornou-se parte das possessões dos Países Baixos de Filipe, o Bom da Borgonha, as mais tarde Dezessete Províncias. Através do casamento, as Dezessete Províncias tornaram-se propriedade dos Habsburgos em 1477. Na Guerra dos Oitenta Anos, a Zelândia estava ao lado da União de Utrecht, e tornou-se uma das Províncias Unidas. A área agora chamada Zeeuws-Vlaanderen (ou Flandres Zeelandica) não era parte da Zelândia, mas uma parte do condado de Flandres (ainda sob controle dos Habsburgo) que foi conquistado pelas Províncias Unidas, daí chamado Staats-Vlaanderen (ver: Generality Lands).
Após a ocupação francesa (ver departamento Bouches-de-l'Escaut) e a formação do Reino Unido dos Países Baixos em 1815, a atual província da Zelândia foi formada.
Durante a Segunda Guerra Mundial, a Zelândia foi ocupada pela Alemanha nazista entre junho de 1940 e novembro de 1944.  Em 1944, a Zelândia foi devastada pela Batalha do Escalda e pelos Desembarques de Walcheren, que provocaram a Inundação de Walcheren, entre as forças britânicas e canadenses, e os alemães ocupantes.
A catastrófica inundação do Mar do Norte de 1953, que matou mais de 1800 pessoas na Zelândia, levou à construção da protetora Delta Works.

## Municípios
|  |  | 1. Borsele 2. Goes 3. Hulst 4. Kapelle 5. Midelburgo (Middelburg) 6. Noord-Beveland 7. Reimerswaal 8. Schouwen-Duiveland 9. Sluis 10. Terneuzen 11. Tholen 12. Veere 13. Flessingue (Vlissingen) |

## Cidades e aldeias
- 's-Gravenpolder
- 's-Heer Abtskerke
- 's-Heerenhoek
- Aagtekerke
- Absdale
- Anna Jacobapolder
- Baarland
- Biggekerke
- Breezand
- Brijdorpe
- Brouwershaven
- Bruinisse
- Burgh
- Burghsluis
- Clinge
- Colijnsplaat
- Dishoek
- Dreischor
- Driewegen
- Driewegen
- Elkerzee
- Ellemeet
- Ellewoutsdijk
- Flessingue (Vlissingen)
- Gapinge
- Geersdijk
- Goes
- Graauw
- Grijpskerke
- Haamstede
- Heikant
- Heinkenszand
- Hengstdijk
- Hoedekenskerke
- Hoek
- Hulst
- Joossesweg
- Kamperland
- Kapellebrug
- Kats
- Kerkwerve
- Kloosterzande
- Kortgene
- Koudekerke
- Kuitaart
- Kwadendamme
- Lamswaarde
- Lewedorp
- Looperskapelle
- Meliskerke
- Midelburgo (Middelburg)
- Moriaanshoofd
- Nieuw-Haamstede
- Nieuw-Namen
- Nieuwdorp
- Nieuwerkerk
- Nieuwerkerke
- Nisse
- Noordgouwe
- Noordwelle
- Oosterland
- Oostkapelle
- Ossenisse
- Ouwerkerk
- Overslag
- Ovezande
- Paal
- Poortvliet
- Renesse
- Reuzenhoek
- Scharendijke
- Scherpenisse
- Schuddebeurs
- Serooskerke
- Serooskerke
- Sint Jansteen
- Sint Philipsland
- Sint-Annaland
- Sint-Maartensdijk
- Sirjansland
- Sluis
- Sluis
- Sluiskil
- Spui
- Stavenisse
- Stroodorp
- Ter Hole
- Terneuzen
- Vogelwaarde
- Vrouwenpolder
- Walsoorden
- Westenschouwen
- Wissenkerke
- Zaamslag
- Zaamslagveer
- Zandberg
- Zandstraat
- Zierikzee
- Zonnemaire
- Zuiddorpe